# Onosma straussii
Onosma straussii är en strävbladig växtart som först beskrevs av Harald Harold Udo von Riedl, och fick sitt nu gällande namn av M. Khatamsaz. Onosma straussii ingår i släktet Onosma och familjen strävbladiga växter. Inga underarter finns listade i Catalogue of Life.